# 金匯教育
金匯教育集團有限公司，簡稱金匯教育集團和金匯教育（英語：Goldway Education Group Limited，港交所：8160），在1999年，由張鄭羡嫻（主席張力新之母），於香港（總部）成立「勵致研習中心」。
業務在香港經營為主要中小學生提供補習服務。
在2016年12月1日於港交所創業板上市（配售價格為0.2港元至0.24港元，配售股份為1.5億，而集資額為3600萬港元）前，2010年11月初，旗下「勵致研習中心」（屯門龍門居分校），Ann（化名）的兒子報讀了功課輔導班，但報讀後便發現欠佳，事後對「永久」字眼感得詫異，其後經教育局勸喻後，在網站把「永久註冊」字眼中「永久」二字刪除。

## 外部連結
- goldwayedugp.com